# Thomas Rier
Thomas Rier (13 januari 2000) is een Nederlands voetballer die als verdediger voor Koninklijke HFC speelt.

## Carrière
Thomas Rier speelde in de jeugd van ASC Waterwijk, AFC Ajax, AZ en Almere City FC. Aan het einde van het seizoen 2017/18 speelde hij enkele wedstrijden voor Jong Almere City FC, waarmee hij naar de Tweede divisie promoveerde. Hier kwam hij niet meer veel in actie en in 2020 vertrok hij transfervrij naar SC Cambuur onder 21. Op 19 maart 2022 debuteerde hij in de Eredivisie voor Cambuur. In de met 3-0 verloren uitwedstrijd tegen Go Ahead Eagles viel hij als spits in voor Doke Schmidt. In de zomer van 2022 vertrok hij transfervrij naar het Maltese St. Lucia FC.
Op 12 augustus 2023 tekende Rier een contract bij HFC.

### Statistieken
| Seizoen                        | Club                | Land           | Competitie         | Competitie | Competitie | Beker | Beker | Overig | Overig | Totaal | Totaal |
| Seizoen                        | Club                | Land           | Competitie         | Wed.       | Dlp.       | Wed.  | Dlp.  | Wed.   | Dlp.   | Wed.   | Dlp.   |
| ------------------------------ | ------------------- | -------------- | ------------------ | ---------- | ---------- | ----- | ----- | ------ | ------ | ------ | ------ |
| 2017/18                        | Jong Almere City FC | Nederland      | Derde divisie zat. | 6          | 0          | –     | –     | 3      | 0      | 9      | 0      |
| 2018/19                        | Jong Almere City FC | Nederland      | Tweede divisie     | 1          | 0          | –     | –     | –      | –      | 1      | 0      |
| 2019/20                        | Jong Almere City FC | Nederland      | Derde divisie zat. | 0          | 0          | –     | –     | –      | –      | 0      | 0      |
| 2021/22                        | SC Cambuur          | Nederland      | Eredivisie         | 1          | 0          | 0     | 0     | –      | –      | 1      | 0      |
| 2022/23                        | St. Lucia FC        | Malta          | Premier League     | 8          | 0          | –     | –     | –      | –      | 8      | 0      |
| 2023/24                        | Koninklijke HFC     | Nederland      | Tweede Divisie     | 1          | 0          | –     | –     | –      | –      | 1      | 0      |
| Carrièretotaal                 | Carrièretotaal      | Carrièretotaal | Carrièretotaal     | 17         | 0          | 0     | 0     | 3      | 0      | 20     | 0      |
| Bijgewerkt op 20 augustus 2023 |                     |                |                    |            |            |       |       |        |        |        |        |